# Discodoris millegrana
Discodoris millegrana är en snäckart som först beskrevs av Adler och Hancock 1854.  Discodoris millegrana ingår i släktet Discodoris och familjen Discodorididae. Inga underarter finns listade i Catalogue of Life.